# Paul Amédée Ludovic Savatier
Paul Amédée Ludovic Savatier (Isla de Oleron, 19 de octubre de 1830-ibidem, 25 de agosto de 1891) fue un médico militar, botánico, explorador francés.
Como médico marino militar embarcado, recolecta flora de Japón entre 1866 y 1871, y entre 1873 y 1876.
Luego explora Sudamérica dejando Francia en 1876 en "La Magicienne" para una expedición como Jefe Oficial Médico en la "División Naval Francesa en el Pacífico".
Llegan al estrecho de Magallanes y visitan los canales fueguinos patagónicos del 8 al 25 de febrero de 1877. Por un tiempo las únicas observaciones publicadas de flora y geografía fueron sus descripciones generales de la vegetación del área del Estrecho; describe a Isoetes savatieri en "Puerto Bueno" que luego bautiza Franchet en 1884. Afortunadamente su material herborizado fue intensansemente descripto por Bescherelle (1889) y Bescherelle y Massalongo (1889), también con briofitas, y Franchet (1889) ubica localidades y fechas de sus fanerógamas y helechos. Itinerario reconstruido de esas fuentes; 1877: 9-10 feb, Punta Arenas; 11 feb, Puerto Galant; 12-15 feb, Puerto Churucca, bahía Isthmus en isla Desolación; 15-19 feb, Puerto Bueno en el canal Sarmiento; 21 feb, Puerto Eden, isla Wellington; y luego al norte a Valparaíso. Camino a casa, 1879: 20-23 ene, Puerto Otway. Península Tres Montes; 24 ene, Puerto Edén, isla Wellington; 26 ene, Puerto Molyneux, isla Madre de Dios; 30 ene, Puerto Churucca, isla Desolación; 31 ene, Puerto Galant; 4-5 feb, Punta Arenas.
La cifra de especies reportadas por el Dr. Savatier durante el viaje de "La Magicienne" se eleva a 1.100, que permanecen en el Museo Nacional de Historia Natural de Francia. Sus colecciones, analizadas por localidades, dieron una importante contribución al conocimiento de la fitogeografía del oeste patagónico.
Luego de fallecido, su hermano vende su colección privada al Real Jardín Botánico de Kew.

## Obras
- paul amédée ludovic Savatier. 1880. Contributions à la géographie médicale. Station navale de l'Océan Pacifique. Archives de médecine navale 33, 5-35.

- --------------------------------------------, adrien Franchet. 1875. Enumeratio plantarum in Japonia: sponte crescentium hucusque rite cognitarum, adjectis descriptionibus specierum pro regione novarum, quibus accedit determinatio herbarum in libris japonicis So Mokou Zoussetz xylographice delineatarum. Editor F. Savy, 789 pp.

- --------------------------------------------. 1865. Quelques considérations sur l'enchondrome. Editor Faculté de médecine de Strasbourg, 33 pp.

## Honores

### Epónimos
| - (Aristolochiaceae) Asarum savatieri Franch. - (Asclepiadaceae) Cynanchum savatierii Koidz. - (Asteraceae) Gymnaster savatieri (Makino) Kitam. | - (Cyperaceae) Eleocharis savatieri C.B.Clarke ex H.Lév. - (Isoetaceae) Calamaria savatieri (Franch.) Kuntze - (Orchidaceae) Listera savatieri Maxim. ex Kom. | - (Poaceae) Chloris savatieri Baill. - (Polygonaceae) Aconogonon savatieri (Nakai) Tzvelev | - (Ranunculaceae) Thalictrum savatieri Foucaud - (Rosaceae) Potentilla savatieri Cardot - (Solanaceae) Leucophysalis savatieri (Makino) Averett |

- La abreviatura «Sav.» se emplea para indicar a Paul Amédée Ludovic Savatier como autoridad en la descripción y clasificación científica de los vegetales.[12]

## Fuente
- otto Stapf. 1909. El Herbario Savatier. Kew Bull. 148-150